# Coppa Intercontinentale 1972 (calcio)
La Coppa Intercontinentale 1972 è stata la tredicesima edizione del trofeo riservato alle squadre vincitrici della Coppa dei Campioni e della Coppa Libertadores.

## Avvenimenti
Le squadre giocarono il primo incontro con il lutto al braccio, in segno di ricordo e di rispetto per le vittime del massacro di Monaco, avvenuto il giorno precedente alla gara d'andata. La partita di Avellaneda fu caratterizzata da un gioco ruvido, specialmente da parte degli argentini, i cui interventi scorretti causarono le proteste dello staff dell'Ajax: dopo il duro intervento di Mircoli su Cruijff, costretto ad uscire anzitempo a causa del fallo subito, i giocatori olandesi si adirarono, e il tecnico Kovács dovette convincerli, nell'intervallo tra il primo e il secondo tempo, a rientrare in campo per continuare la partita. La gara terminò 1-1, reti di Cruijff e Sá. Il ritorno si tenne ad Amsterdam, e l'Ajax, agevolato dal giocare in casa, vinse per 3-0, superando anche dal punto di vista del gioco gli avversari sudamericani.
Nel 2017, la FIFA ha equiparato i titoli della Coppa del mondo per club e della Coppa Intercontinentale, riconoscendo a posteriori anche i vincitori dell'Intercontinentale come detentori del titolo ufficiale di "campione del mondo FIFA", inizialmente attribuito soltanto ai vincitori della Coppa del mondo per club.

## Tabellino

### Andata
| Arbitro: | Bakhramov |

| |            | |
| Sá 82’ | Marcatori  | 6’ Cruijff |
| · Santoro 1 P Commisso 2 D López 3 D Pavoni 4 D Sá 5 D Pastoriza 6 C Semenewicz 7 C 70’ Raimondo 8 C Balbuena 9 A Maglioni 10 A Mircoli 11 A A disposizione: · 70’ Bulla 12 A | Formazioni | · P 1 Stuy D 2 Suurbier D 3 Blankenburg D 4 Hulshoff D 5 Krol C 6 Haan C 7 Neeskens C 8 G. Mühren A 9 Swart A 14 Cruijff 30’ A 11 Keizer A disposizione: · A 12 A. Mühren 30’ |
| Ferreiro | Allenatori | Kovács |

### Ritorno
| Arbitro: | Romei |

| |            | |
| Neeskens 12’ Rep 65’, 80’ | Marcatori  | |
| · Stuy 1 P Suurbier 2 D Blankenburg 3 D Hulshoff 4 D Krol 5 D Haan 6 C Neeskens 7 C 74’ G. Mühren 8 C 62’ Swart 9 A Cruijff 14 A Keizer 11 A A disposizione: · 62’ Rep 12 A | Formazioni | · P 1 Santoro D 2 Commisso D 3 López D 4 Pavoni D 5 Sá C 6 Pastoriza C 7 Semenewicz C 8 Garisto 74’ A 9 Balbuena A 10 Maglioni A 11 Mircoli 62’ A disposizione: · A 12 Bulla 62’ A 13 Magán 74’ |
| Kovács | Allenatori | Ferreiro |